# Кеплер (телескоп)
«Ке́плер» — космическая обсерватория НАСА, орбитальный телескоп со сверхчувствительным фотометром, специально предназначенный для поиска экзопланет (планет вне Солнечной системы — у других звёзд), подобных Земле. Это первый космический аппарат, созданный с такой целью. Он назван в честь немецкого математика и астронома Иоганна Кеплера, открывшего законы движения планет.
Обсерватория могла одновременно наблюдать более чем 100 тыс. звёзд. Наличие планеты у звезды определяется по периодическим изменениям яркости последней, вызываемым прохождениями планеты перед звездой.
Запуск состоялся 6 марта 2009 года в 22:49 по времени Восточного побережья США (7 марта в 06:49 по московскому времени). Строительством и вводом в эксплуатацию управляла «Лаборатория реактивного движения» НАСА, а первичный подрядчик, «Ball Aerospace», был ответственным за разработку систем полёта «Кеплера». С декабря 2009 года ответственность за управление миссией легла на Исследовательский центр Эймса, который также проводит основной анализ научных данных от телескопа.
Основная программа была рассчитана на 3,5 года.
12 мая 2013 года телескоп «Кеплер» вышел из строя; орбитальная обсерватория потеряла ориентацию в пространстве, бортовой компьютер перешёл в «спящий режим».
Хотя после выхода из строя маховиков точная ориентация аппарата стала невозможна, анализ данных будет продолжаться ещё несколько лет.
За три года работы телескопом «Кеплер» были сделаны важные и даже сенсационные открытия, например, были обнаружены планеты размером с Землю и меньше. Кеплер наблюдал 530 506 звезд и к 16 июня 2023 года открыл 2778 планет подтвержденных различными научными группами исследователей.

## Цель программы

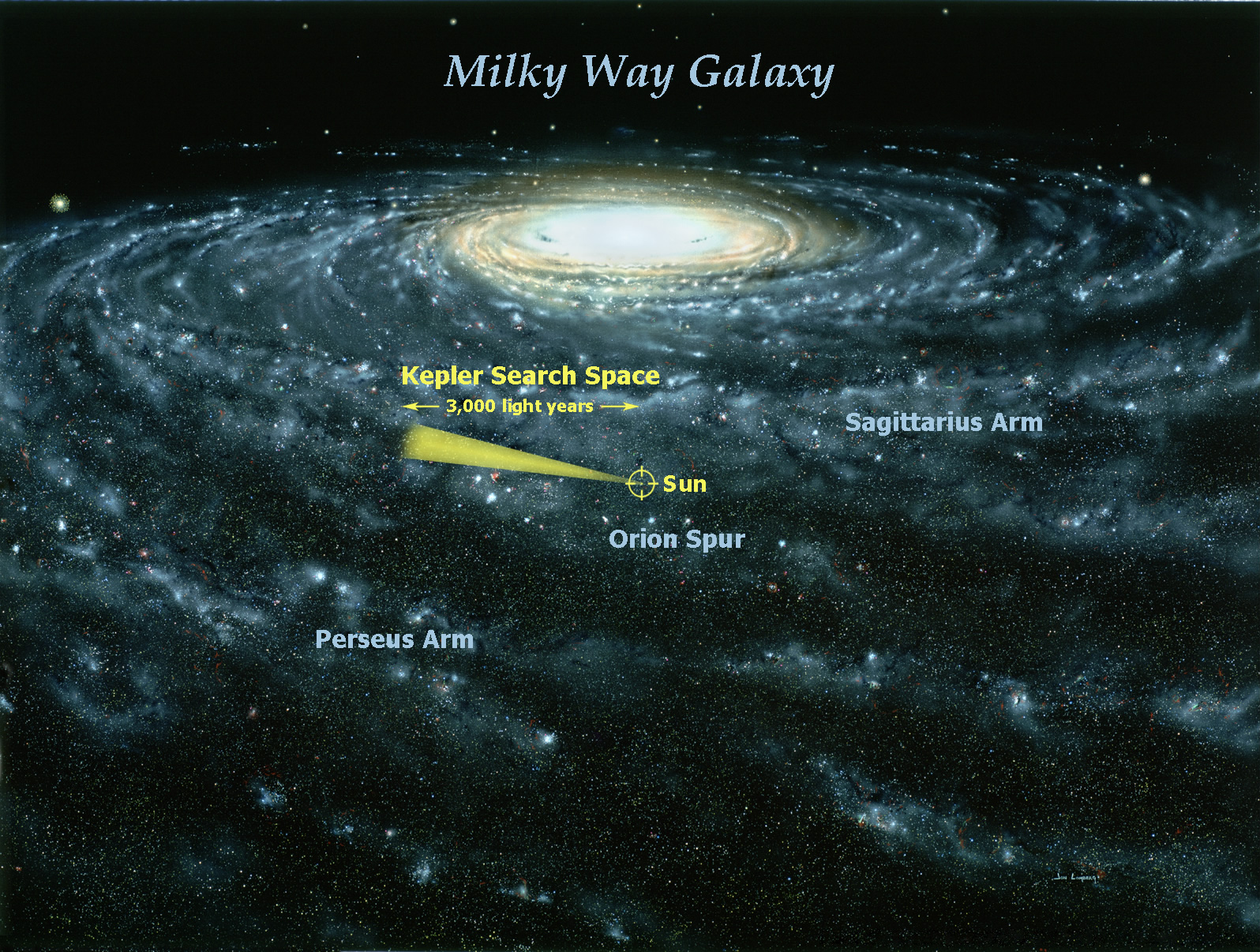
Сектор обзора телескопа «Кеплер» по отношению к нашей Галактике

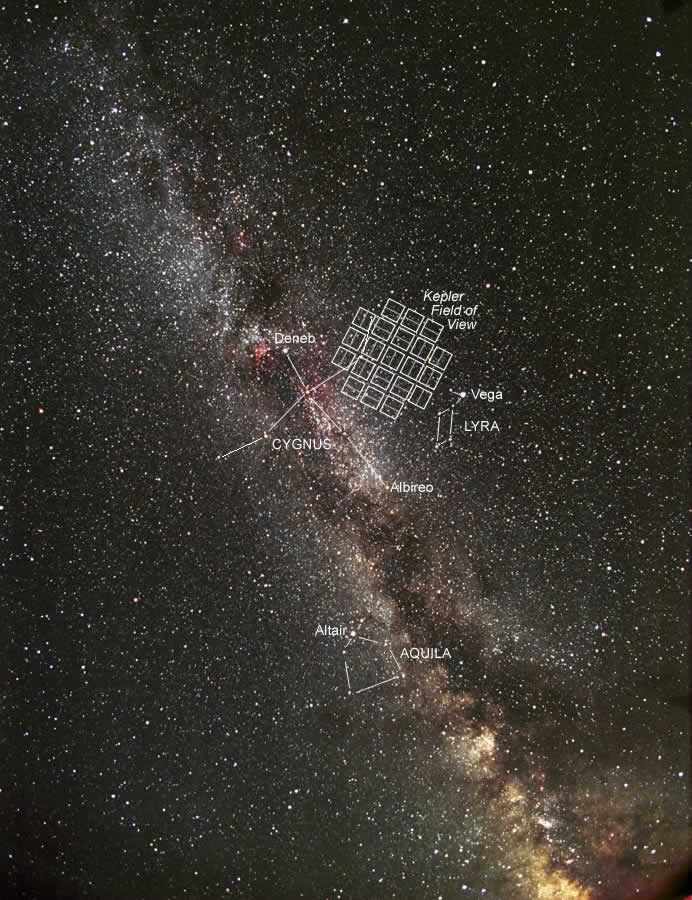
Участок небесной сферы, отслеживаемый телескопом «Кеплер». Названия созвездий: Cygnus — Лебедь, Lyra — Лира, Aquila — Орёл

Научная цель телескопа «Кеплер» состоит в том, чтобы исследовать структуру и разнообразие планетарных систем. Для этого, рассматривая множество звёзд, необходимо достичь нескольких целей:
- Определить, сколько планет, подобных Земле, и больших планет находятся возле пригодной для жизни зоны (для всех спектральных типов звёзд).
- Вычислить диапазон размеров и форм орбит этих планет.
- Оценить количество планет, находящихся в мультизвёздных системах.
- Определить диапазон размеров орбиты, яркости, диаметра, массы и плотности короткопериодических планет-гигантов.
- Обнаружить дополнительные объекты в каждой найденной планетарной системе, используя другие методики.
- Изучить свойства тех звёзд, у которых обнаружены планетарные системы.
- Предполагалось, что в ближайшие 2 года «Кеплер» обнаружит примерно 50 планет похожих на Землю по своему химическому составу.

«Кеплер» совершенно не похож на «Хаббл». Запущенный на низкую околоземную орбиту «Хаббл» неоднократно ремонтировали, и по команде из центра «Хаббл» можно поворачивать в любую сторону. «Кеплер» вращается вокруг Солнца и нацелен на определённый участок неба — вдоль касательной к нашему рукаву Галактики, примерно перпендикулярно направлению к её центру, но чуть выше плоскости Галактики (см. рисунок). Телескоп непрерывно отслеживает этот участок, находя экзопланеты по изменениям интенсивности светового потока от звезды.
Поле зрения телескопа «Кеплер» ограничивается областью небесной сферы площадью 105 квадратных градусов, что равно всего лишь четверти процента площади всей небесной сферы, которая составляет 41253 квадратных градуса. Эта область затрагивает три созвездия Северного полушария небесной сферы — Лебедь, Лира и Дракон. Участок неба, наблюдаемый «Кеплером», легко найти на звёздном небе. Он связан с Летне-осенним треугольником, наиболее заметным астеризмом Северного полушария небесной сферы, хорошо видный летом и осенью в средних широтах Северного полушария Земли. В этом вытянутом равнобедренном треугольнике из трёх ярких звёзд — Вега (α Лиры), Денеб (α Лебедя) и Альтаир (α Орла) — короткая сторона (Денеб — Вега) пересекает указанный участок и сопоставима с ним по размерам.

## Технические характеристики
- Габариты: диаметр около 2,7 м и длина около 4,7 м.
- Масса: общая — 1052,4 кг, фотометр — 478 кг, космический аппарат — 562,7 кг, 11,7 кг — масса гидразинового топлива.

Питание обеспечивается четырьмя солнечными батареями общей площадью 10,2 м2, расположенными в разных плоскостях. Состоящие из 2860 элементов батареи обеспечивают мощность 1100 Вт. Накопление электроэнергии обеспечивается литий-ионным аккумулятором ёмкостью 20 А×час.
Электронная память (твердотельный накопитель) имеет ёмкость 16 Гбайт и рассчитана на сбор данных в течение 60 дней. Данные на обработку транслируются пакетами раз в 30 дней.

### Фотометр

ПЗС-матрица «Кеплера» изогнута, чтобы компенсировать кривизну поля изображения

Фотометр состоит из 42 ПЗС-матриц с общим разрешением в 95 мегапикселей для проведения исследований и четырёх дополнительных ПЗС-матриц, размещённых в углах массива для обеспечения точного управления. Каждая из 42 CCD-матриц имеет размеры 5×2,5 см и разрешение 2200×1024 пикселей. 12 января 2010 года вышел из строя один модуль, состоящий из двух фоточувствительных матриц фотометра.
Данные с матрицы снимаются каждые 6 секунд, достигают предела насыщения и суммируются в бортовом компьютере в течение 30 секунд для каждого пикселя. Каждое из 42 матричных устройств имеет по 2 выхода для данных, то есть всего шина данных имеет 84 выхода.
Полоса пропускания приёмника составляет 430—890 нм. Для наблюдения доступны звёзды до 16-й звёздной величины.
Телескоп системы Шмидта. Апертура 0,95 метра (при этом первичное зеркало телескопа имеет диаметр 1,4 метра). Поле зрения — 115 квадратных градусов.

### Температурный режим работы
Корректор Шмидта, метровая слегка несферическая линза спереди телескопа, работала при температуре −30 °C, в то время как главное зеркало сзади — при −11 °C. ПЗС-матрица в фокальной плоскости должна была работать при температуре −85 °C для уменьшения детекторных шумов. С закрытой противопылевой крышкой во время калибровки большинство компонентов телескопа немного теплее. Работа при экстремально низких температурах не требует охлаждения сжиженным газом, а срок работы телескопа ограничивался надёжностью техники.

## Ход миссии

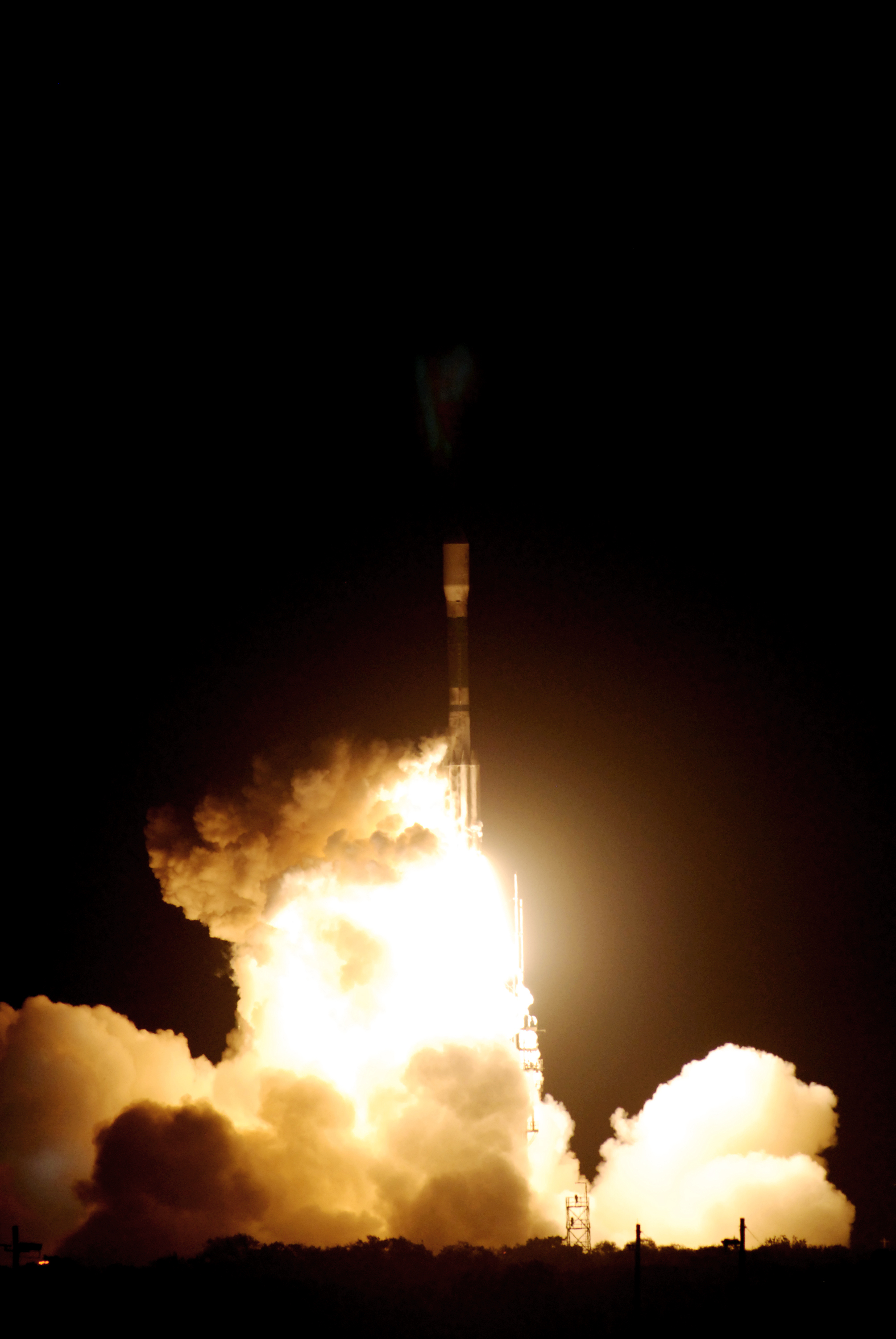
Запуск РН «Дельта-2» с КА Кеплер 7 марта 2009 года

Первый снимок телескопа

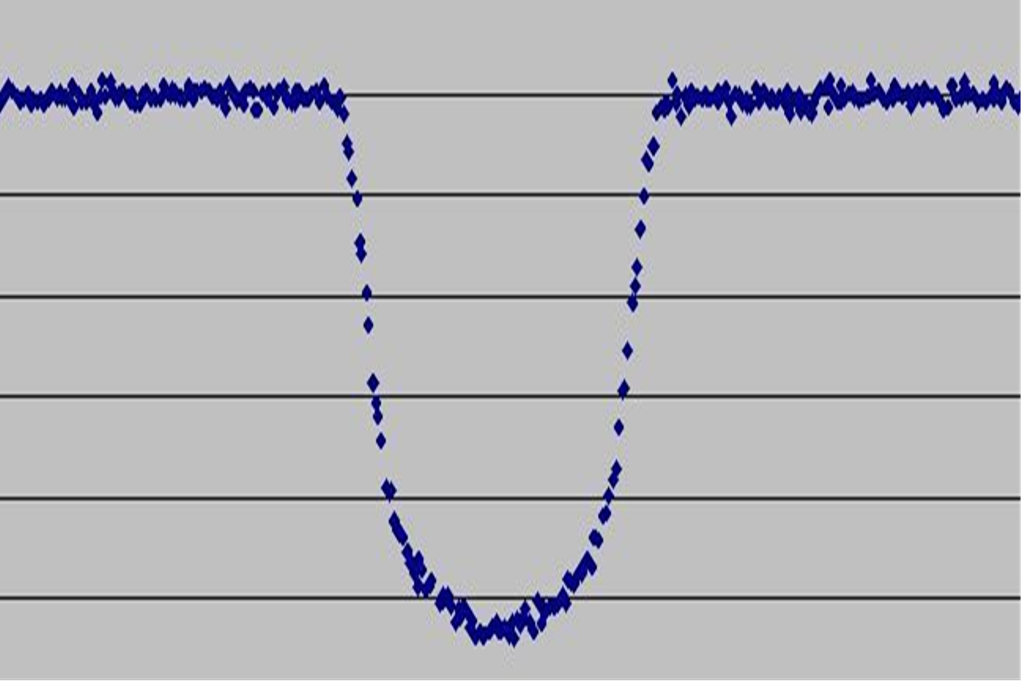
Фотометрия экзопланеты Kepler-6 b по данным телескопа Кеплер

Обсерватория запущена с космодрома на мысе Канаверал 6 марта 2009 года в 22:49 по времени Восточного побережья США (7 марта в 06:49 по московскому времени). На орбиту аппарат вывела ракета-носитель «Дельта-2».
Дважды, в январе и марте 2006 года, запуск откладывался из-за финансовых проблем. Общая стоимость миссии составила приблизительно 467 миллионов долларов.

### Орбита
Телескоп выведен на почти круговую гелиоцентрическую орбиту, близкую к орбите Земли, но с несколько бо́льшим периодом обращения. Большая полуось орбиты составляет 1,0132 а.е., эксцентриситет 0,036091, афелий 1,0498 а.е., перигелий 0,97667 а.е., наклонение орбиты 0,44745°, период обращения 372,53 суток, аргумент перигелия 2,9411°, средняя аномалия 41,177°, среднее угловое движение 0,96635 °/сутки. В своём движении вокруг Солнца «Кеплер» в среднем постепенно отстаёт от Земли; его расстояние до Земли на 1 июля 2017 года составляло 0,937 а.е. (140,2 млн км).

### 2009
8 апреля 2009 года аппарат передал первый снимок, сделанный неоткалиброванной камерой фотометра. На нём находится около 4,5 миллионов звёзд созвездий Лебедя и Лиры. Несмотря на нечёткое изображение, на фотографии хорошо видны звезда TrES-2 (Называемая также Кеплер-1, из-за того что она первая обнаруженная Кеплером, она имеет, как минимум, одну планету) и рассеянное скопление NGC 6791. До окончания калибровки «Кеплер» также обнаружил атмосферу у планеты — газового гиганта, демонстрируя, таким образом, великолепный потенциал новой обсерватории.
Британские учёные установили, что орбитальный телескоп «Кеплер» способен обнаруживать не только удалённые экзопланеты, но и их спутники. Расчёты показывают, что «Кеплер» теоретически может обнаруживать спутники экзопланет, с массами, превосходящими 0,2 земных.

### 2010
4 января 2010 года было объявлено об открытии первых 5 планет (Kepler-4 b, Kepler-5 b, Kepler-6 b, Kepler-7 b и Kepler-8 b). Все эти планеты являются «горячими Юпитерами» с периодом обращения от 3,3 до 4,9 дней.
9 января 2010 года вышли из строя 2 из 42 фоточувствительных модулей фотометра. Поле обзора «Кеплера», начиная с этого момента, уменьшилось примерно на пять процентов.
15 июня 2010 года были опубликованы результаты обработки данных, собранные телескопом за первые 43 дня наблюдений. «Кеплер» непрерывно наблюдал небосвод в течение этого времени и обнаружил 706 потенциальных планет, размер которых колеблется от размера Земли до размера, слегка превышающего Юпитер. Учёные представили данные о 306 самых «неинтересных» кандидатах — тех, которые с наименьшей вероятностью могут быть обитаемыми. Сведения об оставшихся 400 кандидатах, в число которых входят похожие на Землю планеты, исследователи запланировали перепроверить и опубликовать в феврале 2011 года.

### 2011
11 января 2011 года учёные сообщили об обнаружении рекордно малой известной экзопланеты — Kepler-10 b, радиус которой лишь в 1,42 раза больше, чем у Земли.
2 февраля 2011 опубликованы данные результатов наблюдений с 13 мая по 16 сентября 2009 года. В них сообщается о 1235 кандидатах в планеты. Из них 68 примерно размером с Землю; 288 суперземель; 662 размером с Нептун; 165 размером с Юпитер и 19 больше чем Юпитер. 54 планет кандидатов находится в обитаемой зоне, пять из которых по размерам близки к Земле.
23 сентября 2011 года опубликованы данные результатов наблюдений с 18 сентября по 16 декабря 2009 года.
В начале декабря 2011 года было объявлено об обнаружении первой, открытой «Кеплером», суперземли в обитаемой зоне (Kepler-22 b) и чуть позже об обнаружении планеты с радиусом меньше, чем у Земли (Kepler-20 e).

### 2012
В январе 2012 года объявлено об обнаружении трёх миниземель у звезды KOI-961, одна из которых размером с Марс.
4 апреля 2012 года было объявлено о продлении миссии телескопа по меньшей мере до 2016 года.
16 июля 2012 года произошла поломка одного из четырёх двигателей-маховиков гиростабилизированной платформы.
Ноябрь 2012 — Кеплер завершил основную часть своей миссии, но продолжит работу ещё в течение четырёх лет.

### 2013
7 января 2013 года на 221 съезде Американского астрономического общества были представлены результаты наблюдений с мая 2009 года по март 2011 года, число кандидатов доведено до 2740. Относительно данных, представленных в 2012 году, наблюдался преимущественный рост числа кандидатов величиной менее двух размеров Земли.
12 мая 2013 года произошла поломка двигателя-маховика № 4 гиростабилизированной платформы по неизвестной причине. Ориентировка аппарата стала нестабильной и для вращения Кеплера планировалась использовать двигатели ориентации, топлива для которых, как рассчитывают в NASA, хватит ещё на несколько месяцев.
16 мая 2013 в прессе появились сообщения о выходе из строя телескопа, однако в 2014 году инженерам удалось восстановить его работоспособность.

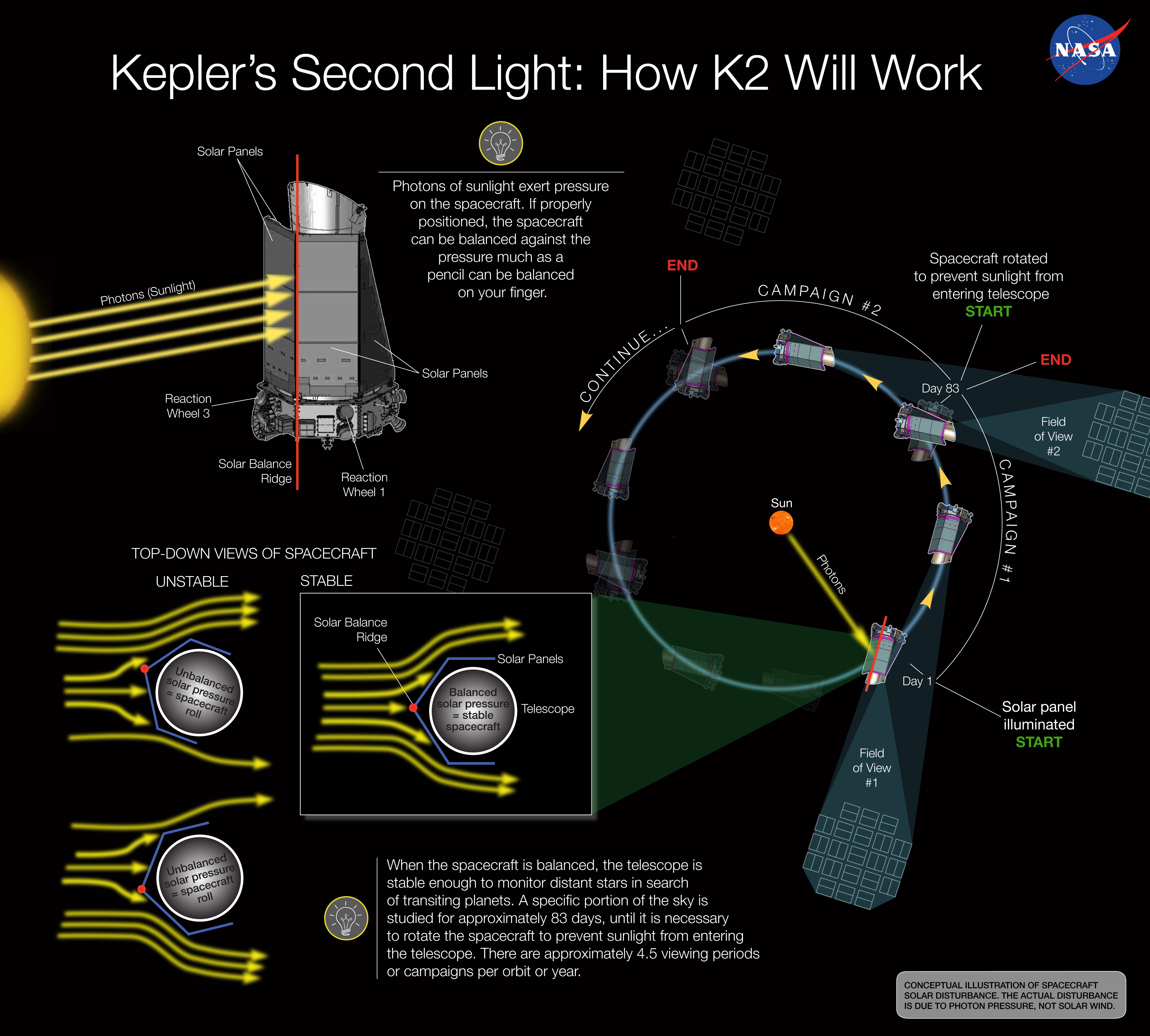
Схема миссии «K2», основанная на принципе действия солнечного света в качестве стабилизирующего фактора

### 2014
30 мая 2014 года официально стартовала новая миссия «К2», которая представляет собой наблюдение за яркими звёздами разных участков в плоскости эклиптики в течение примерно 75 суток. Вместо третьего двигателя-маховика в качестве стабилизирующего космический аппарат фактора, в этой миссии используется давление солнечного излучения.

### 2015
В январе 2015 года число подтверждённых планет «Кеплера» превысило 1000. По крайней мере две (Kepler-438 b и Kepler-442 b) из открытых планет, анонсированных в том месяце были подобны земным и находились в зоне обитаемости. Также в январе 2015 года NASA сообщило, что 5 подтверждённых экзопланет земного типа, каждая размером меньше Венеры, были найдены на орбите звезды Kepler-444 возрастом 11,2 миллиарда лет (80 % от возраста Вселенной), делающим эту звёздную систему старейшей из открытых в настоящий момент.
В апреле 2015 года было объявлено о завершении кампании 4 (7 февраля — 24 апреля 2015), включающей наблюдение около 16 000 звёзд и двух примечательных рассеянных звёздных скоплений, Плеяд и Гиад.
В мае 2015 года «Кеплер» наблюдал только что открытую сверхновую, KSN 2011b (типа 1a), перед, в процессе и после взрыва. Детали перед взрывом сверхновой могут помочь ученым лучше понять тёмную материю.
24 июля 2015 года NASA объявило об открытии Kepler-452 b, подтверждённой экзопланеты, имеющей размер с Землю и вращающейся в обитаемой зоне звезды, похожей на наше Солнце. Эта звезда на 1,5 миллиарда лет старше, на 4 % массивнее и на 10 % ярче нашей звезды. Был выпущен седьмой каталог планет-кандидатов «Кеплера», содержащий 4696 кандидатов, увеличив число кандидатов на 521 относительно предыдущего каталога, выпущенного в январе 2015 года.

### 2016
10 апреля 2016 инженеры НАСА зафиксировали аварийное состояние «Кеплера». При этом телескоп автоматически стабилизировался и направил антенну на Землю, позволив инженерам получить телеметрию.
11 апреля контроль над телескопом был восстановлен.

### 2018
Началась 19-я наблюдательная кампания. 30 октября 2018 года: официальный представитель НАСА Пол Херц объявил о завершении миссии космической обсерватории Kepler.
15 ноября 2018 года «Кеплер» прекратил свою работу так как топлива для возврата на орбиту не хватало. В эту дату умер Иоганн Кеплер. Вероятно, НАСА дождалось этого дня и отключило «Кеплер».

## Результаты миссии
По состоянию на июль 2015 года подтверждена природа более 1000 планет из около 4700 кандидатов, открытых телескопом. Среди всех кандидатов 49 % имеют размеры меньше, чем 2 размера Земли. Примерно 40 % кандидатов входят в состав многопланетных систем.
Кроме кандидатов в планеты, открытых группой учёных Кеплера, некоторые были открыты участниками проекта «Planet Hunters», куда входят также и любители астрономии.

### Наиболее примечательные открытия «Кеплера»
Некоторые системы с единственным гигантом, открытые «Кеплером»:
- Kepler-4 b, Kepler-5 b, Kepler-6 b, Kepler-7 b, Kepler-8 b — первые подтверждённые планеты, открытые проектом «Кеплер», являются горячими гигантами (см. Газовая планета);
- Kepler-39 b — первый подтверждённый коричневый карлик;
- Kepler-45 — система с первым известным короткопериодическим юпитером, обращающимся вокруг красного карлика.

Некоторые многопланетные системы, открытые «Кеплером»:
- Kepler-9 — первая многопланетная система, открытая транзитным методом;
- Kepler-10 — система из двух суперземель, одна из которых, Kepler-10c, представляет собой самую массивную «каменную» суперземлю из всех известных экзопланет[51];
- Kepler-36 — жёлтый субгигант с системой из двух транзитных планет, обращающихся на чрезвычайно тесных орбитах друг к другу: Kepler-36 b — суперземля, имеющая диаметр в 1,49 раз больше земного, и состоящая преимущественно из каменных пород, Kepler-36 c — мининептун, по размеру в 3,68 раз больше Земли;
- Kepler-223 — система с четырьмя планетами, суперземлями или нептунами, обращающимися на орбитах с взаимными резонансами 8:6:4:3;
- Kepler-37 — система, содержащая наименьшую из всех известных экзопланет: радиус Kepler-37 b составляет 0,354 земного, то есть лишь ненамного меньше радиуса Меркурия[52][53];
- Kepler-138 — красный карлик, вокруг которого известно три транзитные планеты;
- Kepler-11 — звезда с, как минимум, шестью транзитными планетами;
- Kepler-90 — система с 8 транзитными планетами[54], наряду с системой HD 10180 является самой густонаселённой;
- Kepler-444 — компактная система древней звезды класса K2V, состоящая из 5 планет с размерами меньше Земного[55].

Планеты в системах тесных двойных звёзд, открытые «Кеплером»:
- Kepler-47 — система с тремя транзитными планетами, которые обращаются вокруг двойной затменной звезды: одна из планет находится в общей зоне обитаемости звёздной пары[56];
- Kepler-64 (PH1) — иерархическая четырёхкратная звёздная система, вокруг одной из пар которой вращается планета, которая была найдена волонтёрами проекта «Planet Hunters» в научных данных «Кеплера», по размеру планета в 6,18 раза больше Земли.

Планеты в зоне обитаемости, обнаруженные «Кеплером»:
- Kepler-22 b — первая планета, обнаруженная телескопом в обитаемой зоне звезды: скорее всего представляет собой миниатюрный аналог Нептуна[57];
- Kepler-62 — система оранжевого карлика, включающая пять планет, две из которых обращаются в обитаемой зоне и имеют размер суперземли[58];
- Kepler-69 — система жёлтого карлика с двумя известными планетами, одна из которых вращается во внутреннем крае зоны обитаемости[59];
- Kepler-296 — система красного карлика, по меньшей мере одна из планет (e) которого находится в зоне обитаемости[60]; оценка её радиуса — 1,53 ± 0,26 земных;
- Kepler-186 — пятипланетная система, включающая планету размером с Землю, обращающуюся с периодом ~130 суток на внешней кромке зоны обитаемости;
- Kepler-438 b — планета с радиусом 1,12 R⊕, вращающаяся в обитаемой зоне красного карлика с периодом ~35 суток[61]; скорее всего представляет собой аналог Венеры наряду с Kepler-395 с;
- Kepler-442 b — планета с радиусом 1,34 R⊕ в обитаемой зоне звезды позднего спектрального класса K, обращается с периодом ~112 суток[61];
- Kepler-452 b — планета с радиусом 1,6 R⊕, вращающаяся в обитаемой зоне похожей на Солнце звезды с периодом ~385 суток[62].

Другие системы, обнаруженные «Кеплером»:
- Kepler-21 b — горячая суперземля у F-субгиганта[63];
- KIC 12557548 — система оранжевого карлика со светимостью 0,14 солнечных на расстоянии примерно 470 парсек, содержащая быстро испаряющуюся планету с массой 0,1 массы Земли, которая обращается с периодом 15,685 часов[64];
- Kepler-78 b — планета размером с Землю, обращающаяся на орбите с одним из самых коротких периодов среди всех известных экзопланет, что делает эту планету очень горячей;[источник не указан 3384 дня]
- Kepler-421 b — планета размером с Нептун, которая имеет самый длинный период обращения среди известных транзитных планет, находится вблизи снеговой линии[65];
- Kepler-409 b — планета с диаметром 1,19 диаметра Земли, обращающаяся с периодом 69 суток вокруг подобной Солнцу звезды: вероятно является первым наиболее точным аналогом Венеры[66];
- K2-39b — планета с радиусом около восьми радиусов Земли и массой около 50 земных примечательна тем, что совершает оборот вокруг родительской звезды-субгиганта всего за 4,6 дня, находясь от её центра на расстоянии всего в 3,4 раза больше звёздного радиуса. Находясь столь близко к постепенно раздувающейся звезде, планета будет разорвана приливными силами в ближайшие 150 миллионов лет[67].

Объекты, обнаруженные «Кеплером», имеющие непланетную природу:
- KOI-74 b — транзитный белый карлик с массой 0,252 массы Солнца, обращающийся с периодом 5,19 суток вокруг A1V звезды;
- KOI-256 — тесная двойная система, состоящая из белого карлика и красного карлика, вращающихся вокруг общего центра масс за 1,38 суток[68].